# Marginocephalia
Marginocefalové („lemované hlavy“) jsou příslušníky kladu Marginocephalia. Patří sem dvě velké a početné skupiny býložravých (a výjimečně snad i všežravých) dinosaurů - ptakopánví dinosauři pachycefalosauři a tzv. rohatí dinosauři (ceratopsové).

## Historie
Původně byli rohatí dinosauři (jako byl například rod Centrosaurus) rekonstruováni s předními končetinami vybočujícími do stran, zatímco zadní již byly vzpřímené. Tyto zastaralé představy však byly ve druhé polovině 20. století napraveny i díky objevu fosilních otisků stop a lepší interpretaci jejich kosterní anatomie.

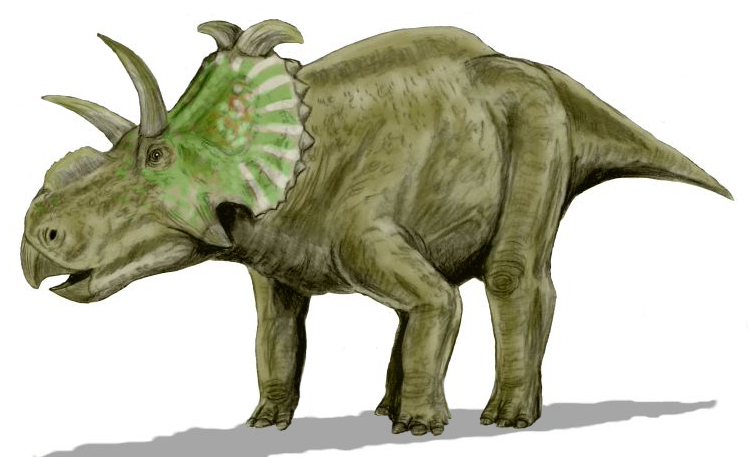
Albertaceratops, zástupce kladu

## Popis
Jde vesměs o býložravé, po dvou i po čtyřech končetinách se pohybující dinosaury, charakterizované přítomností kostěného „límce“ či „lemu“ na zadním okraji lebky. Často jejich hlavy zdobily také výrazné rohy nebo kostěné výstupky. Někteří zástupci měli lebku dlouhou i přes 270 centimetrů (např. Eotriceratops, Torosaurus).

## Evoluce
Zástupci tohoto kladu se zřejmě poprvé objevili v období svrchní jury před zhruba 156 miliony let (geol. stupeň kimmeridž) a největšího rozkvětu dosáhli až ve svrchní křídě, kdy se objevují také největší formy pachycefalosaurů i ceratopsidů. Tito dinosauři vyhynuli při velkém hromadném vymírání na konci křídy před 66 miliony let.

## Zařazení a taxonomie
Sesterskou skupinou kladu Marginocephalia je skupina Ornithopoda, tyto dvě skupiny tvoří klad Cerapoda. Klad Marginocephalia se dělí do dvou podskupin – Pachycephalosauria a Ceratopsia.